# Чернівецька мінеральна - 20
 Гідрологічна пам'ятка природи «Чернівецька мінеральна-20» займала площу 0,3 га та розміщувалася в м. Чернівцях,на околиці колишньої чернівецької міської водолікарні, свердловини №20.
Була створена, згідно Рішення Чернівецького облвиконкому №198 від 30.05.1979 " Про затвердження реєстру заповідних об'єктів та заходи по поліпшенню заповідної справи в області", перезатверджена згідно Рішення Чернівецької обласної ради №216 від 17.10.1984 "Про затвердження мережі і територій та об'єктів природно-заповідного фонду у відповідності з діючою класифікацією та заходи по поліпшенню заповідної справи в області".
Свердловина була з сульфатно-натрієвими водами мінералізацією до 5,4 г/л. Установа, що була відповідальна за збереження об'єкту - колишня чернівецька міська водолікарня.
8 лютого 1996 року Чернівецька обласна рада ухвалила рішення №187-р «Про розширення природно-заповідного фонду області», яким були створені 6 нових об'єктів природно-заповідного фонду та ліквідовані 10, в тому числі і гідрологічна пам'ятка природи «Чернівецька мінеральна-20».
Скасування статусу відбулось у зв'язку із замулення і виходу з ладу свердловини, яке відбулося з природних причин.